# Ernst Alm
Ernst Alm, född 1 mars 1900 i byn Hemmingen i Norsjö landskommun, död 7 oktober 1980 i Skelleftehamn i Skellefteå, var en svensk längdskidåkare. Han segrade i det första Vasaloppet 1922 och är den näst yngsta vinnaren någonsin.

## Biografi
Ernst Alm växte upp vid Hemmingen i Norsjö kommun som nummer fem i en syskonskara på tio barn. Fadern hette Nils Villehard Alm och modern hette Eva Kristina Lundström. Han fick tidigt börja arbeta hemma på gården och vid 15-årsåldern fick han börja arbeta i skogen under vinterhalvåret. Redan som ung visade han en otrolig uthållighet i skidspåren och hittade på egna och annorlunda träningsmetoder.
När en inbjudan om det första Vasaloppet sändes till hans klubb IFK Norsjö ansåg de sig inte ha råd att skicka några skidlöpare men sedan tidningen Västerbottens-Kuriren erbjudit sig bekosta resa och uppehälle för en Norsjöåkare, anordnades en insamling som gjorde det möjligt att sända tre åkare. De tre åkarna: Ernst Alm, Oskar Lindberg och John Bergmark tackade för förtroendet med att bli 1:a, 2:a och 18:e och tog också lagsegern med 14 minuter tillgodo före Dala-Järna. Trots att han i Evertsberg var 20:e man och tio minuter efter täten så segrade Alm på tiden 7:32:49 och bekransades av Therese Eliasson. Alm själv hade ingen aning om denna ceremoni och beskrev det hela efteråt: "Det var väldigt roligt att åka in i Mora där alla hejade så på mig. Men jag känner mig lite olycklig för att jag i hastigheten nog knuffade till en dam som kom fram och kastade en lagerkrans över mig. Visste inte om den ceremonien, hade ju inte räknat med att vara först...”. 
Han är den näst yngste segraren i Vasaloppet (22 år och 18 dagar). Efter vinsten beskrevs Alm på följande sätt av Dagens Nyheter: "[Han är] en 22 års man, slank och smidig till växten och smal i ansiktet, med skarpa drag. [...] [S]om äkta skidlöpare och norrlänning [är han blyg och] alldeles tillintetgjord av den ära som nu ramlat över honom. [...] Sitt eget 9-milslopp, det längsta han gjort i sträck, vill han inte säga någonting om; det är en naturlig sak att man gör så gott man kan och man får ju vara glad att det går så bra som i dag."
Hans skidor var tillverkade av Bröderna Svenssons såg och snickeri. Byxorna syddes av Lugn Maria Nilsson ifrån Sillerö, Malung.
| ”                                | ”På eftermiddagen satt den unge Ernst Alm på soffan i Helmer Landecks arbetsrum, inramad av en grupp journalister. Den 22-årige skogsarbetaren var inte van att bli intervjuad. Han var så blyg, att jag nästan kände mig blyg själv när jag talade med honom. – Det här var väldigt roligt, sade han, men så rysligt märkvärdigt är det väl inte. Man gör så gott man kan och någon måste ju vinna. Alm satt mest tystlåten med nedslagna ögon, sade inte ett ord av egen drift och såg varken glad eller ledsen ut. Framför allt inte ledsen! Men hela hans typ gjorde ett sådant intryck att man sade sig själv: – Gustaf Vasaloppet vinner ingen oförtjänt löpare.” | „ |
| – David ”Mr Jones” Jonason, 1922 | |   |

När Ernst och brodern Elof, som var en mycket skicklig skidtillverkare, tillsammans med klubbkamraten Oskar Lindberg startade sin skidfabrik i Skellefteå 1926, övergick Ernst och Oskar samtidigt till Skellefteå IF. Han blev även svensk mästare på 60 kilometer 1924 och på 20 kilometer 1925. Efter längdåkningskarriären tävlade han även i fältskytte då skidskytte ej fanns som tävlingsgren. Även brodern Arvid var en duktig skidåkare, som gjorde goda resultat i bl.a. Vasaloppet.
Efter att ha lämnat företaget vid mitten av 1930-talet blev han verkstadsarbetare och arbetade fram till sin pension som grovplåtslagare vid kopparsmältverket, Rönnskär, i Skelleftehamn. Han var också under en tid rallare på Inlandsbanan tillsammans med några av sina bröder.

## Meriter
| År   | Lopp                            | Plac |
| ---- | ------------------------------- | ---- |
| 1924 | SM - 60 kilometer               | 1:a  |
| 1925 | SM - 20 kilometer               | 1:a  |
| 1922 | Vasaloppet                      | 1:a  |
| 1923 | Vasaloppet                      | 15:e |
| 1924 | Vasaloppet                      | 17:e |
| 1925 | Vasaloppet                      | 5:a  |
| 1927 | Vasaloppet                      | 10:e |
| 1930 | Vasaloppet                      | 11:e |
| 1924 | OS i Chamonix 1924 50 kilometer | 6:a  |
| 1926 | Holmenkollen                    | 12:e |
| 1927 | Holmenkollen                    | 8:e  |